# Medientechnologe Druckverarbeitung

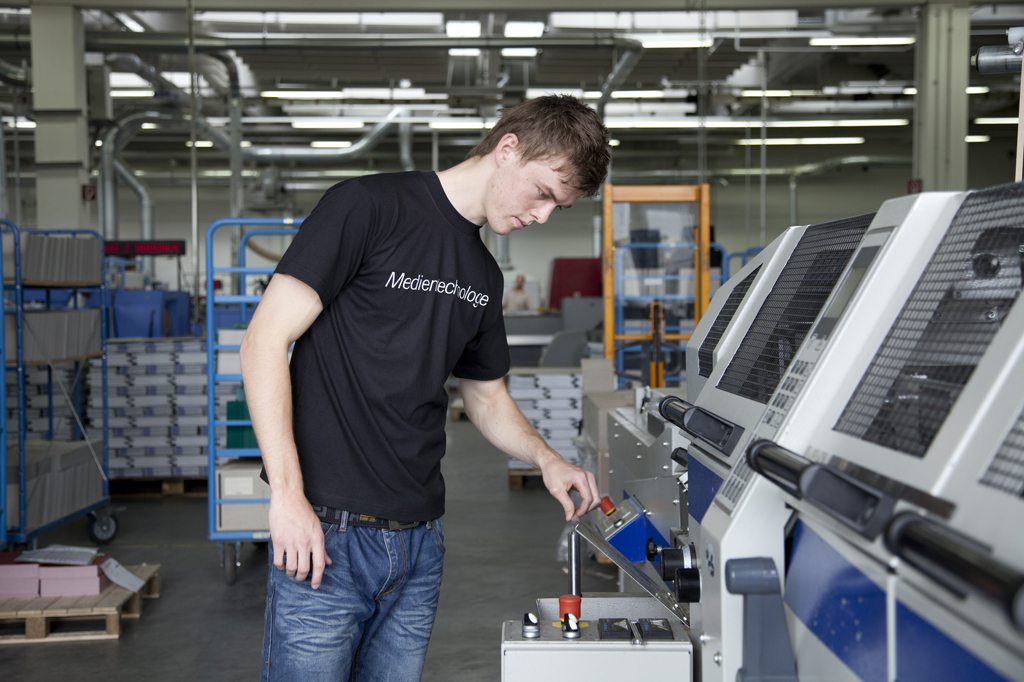
Medientechnologie Druckverarbeitung

Der Medientechnologe Druckverarbeitung ist seit dem 1. August 2011 in Deutschland ein neuer staatlich anerkannter Ausbildungsberuf nach Berufsbildungsgesetz (BBiG).

## Entstehungsgeschichte
Unternehmen, die Druckprodukte in hoher Stückzahl produzieren, konnten in der Weiterverarbeitung der Produkte bislang nur auf den Buchbinder zurückgreifen. Dieses Berufsbild ist jedoch von eher handwerklich-manuellen Fertigungsabläufen geprägt. Moderne Zeitungs- und Buchverlage, aber auch Unternehmen, die Akzidenzen produzieren, verfügen über andere Anforderungen an ihre Fachkräfte. Hier steht die Planung und Kontrolle von Produktionsprozessen im Vordergrund der Arbeit. Verarbeitungsanlagen müssen geplant, gesteuert und überwacht werden. Aus diesem Grund entschied man sich dazu, den Buchbinder beizubehalten, die Tätigkeiten aber eher auf das Handwerk auszurichten. Die Industrie soll die Möglichkeit haben, über eine eigene Ausbildung in einem passgenauen Ausbildungsberuf ihren Fachkräftebedarf sicherzustellen.
Der Medientechnologe Druckverarbeitung kann daher als Nachfolgeberuf des Buchbinders in der Fachrichtung Buchfertigung (Serie) und der Fachrichtung Druckweiterverarbeitung (Serie) angesehen werden.

## Ausbildungsdauer und Struktur

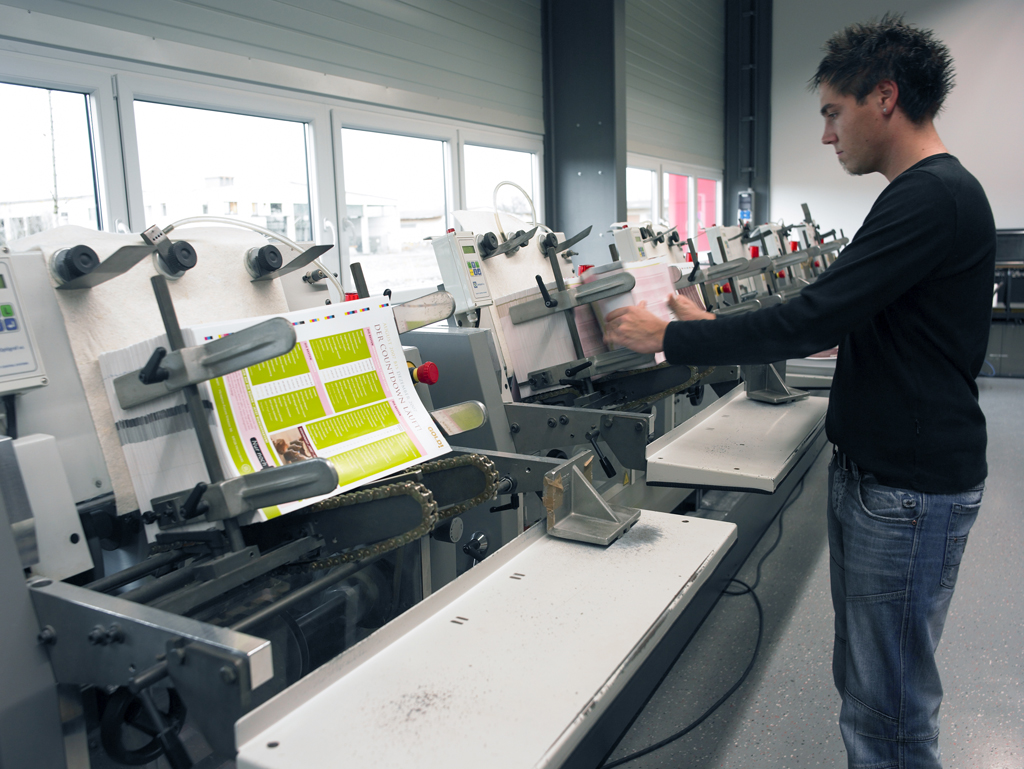
Medientechnologe Druckverarbeitung

Die Ausbildungsdauer zum Medientechnologen Druckverarbeitung wird drei Jahre betragen. Die Ausbildung erfolgt an den Lernorten Betrieb und Berufsschule.
Der Beruf verfügt über Wahlqualifikationseinheiten (WQs), d. h. modulare Ausbildungsabschnitte, mit denen der Betrieb die Inhalte auf seine spezifischen Bedürfnisse anpassen kann. Daneben gibt es vorgeschriebene Mindestinhalte, die alle Unternehmen anbieten müssen, die in diesem Beruf ausbilden möchten.
Das Unternehmen kann zwei Wahlqualifikationseinheiten mit einem Umfang von je 13 Wochen aus den folgenden Bereichen auswählen:
1. Produktionsvorbereitung Versandraumtechnik
2. Linienführung
3. Maschinentechnik und erweiterte Instandhaltung
4. Klebebindetechnik
5. Sammelhefttechnik
6. Spezielle Druckweiterverarbeitungsprozesse
7. Deckenbandfertigung

Darüber hinaus stehen weitere WQs im Umfang von 26 Wochen zur Verfügung. Sie decken die Produktionsbereiche ab, in denen der Beruf ausgebildet werden soll:
1. Zeitungsproduktion
2. Akzidenzproduktion
3. Buchproduktion

## Zwischen- und Abschlussprüfung

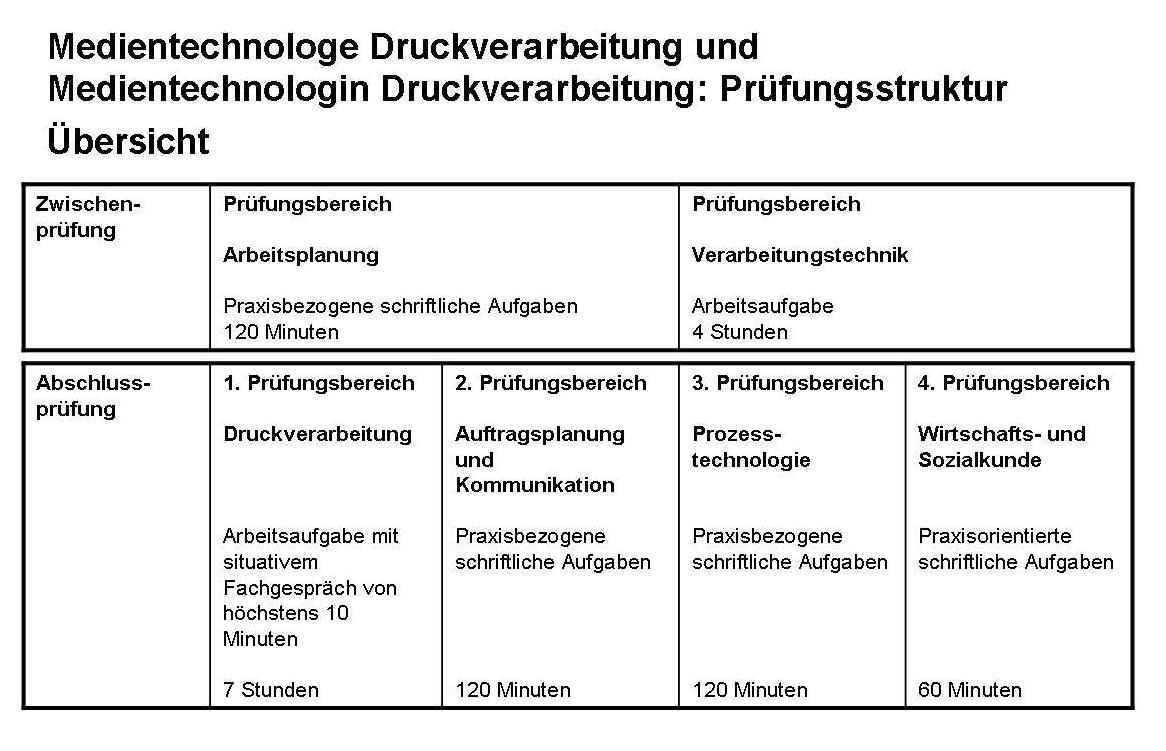
Übersicht über die Prüfung zum Medientechnologen Druckverarbeitung

In diesem Beruf findet eine konventionelle Zwischen- und Abschlussprüfung statt (d. h. keine gestreckte Abschlussprüfung). Die Zwischenprüfung dient dazu, den Ausbildungsstand des Auszubildenden zu ermitteln. Sie soll ihm eine Information darüber geben, wo mögliche Defizite liegen, die bis zur Abschlussprüfung auszugleichen sind. Mit der Abschlussprüfung soll festgestellt werden, ob der Auszubildende die berufliche Handlungsfähigkeit erworben hat. Er soll nachweisen, „dass er die erforderlichen beruflichen Fertigkeiten beherrscht, die notwendigen beruflichen Kenntnisse und Fähigkeiten besitzt und mit dem im Berufsschulunterricht zu vermittelnden, für die Berufsausbildung wesentlichen Lehrstoff vertraut ist. Die Ausbildungsordnung ist zugrunde zu legen.“. Die Prüfungsaufgaben werden vom ZFA Druck-Medien bereitgestellt. Die Prüfung findet vor einer IHK statt.

### Zwischenprüfung
Die Zwischenprüfung umfasst die Inhalte der ersten drei Ausbildungshalbjahre und soll vor dem Ende des zweiten Ausbildungsjahres stattfinden. Es sind die beiden Prüfungsbereiche Arbeitsplanung und Verarbeitungstechnik vorgesehen.
Im Prüfungsbereich Arbeitsplanung soll der Auszubildende Arbeitsschritte planen, Arbeitsmittel festlegen,
Materialien auswählen, Anforderungen des Arbeits-, Gesundheits- und Umweltschutzes sowie der Wirtschaftlichkeit berücksichtigen, Auftragsdaten übernehmen und prüfen, Produkt- und Prozessdaten im Planungsprozess
umsetzen, Einrichte- und Steuerungsprozesse an Verarbeitungsmaschinen planen, dabei Wechselwirkungen
von Vorprodukten, Materialien und Maschinen im Verarbeitungsprozess berücksichtigen und verarbeitungsspezifische Berechnungen durchzuführen. Dieser Nachweis erfolgt durch die Bearbeitung schriftlicher Aufgaben in einem Umfang von 120 Minuten.
Im Prüfungsbereich Verarbeitungstechnik stellt er zwei Verarbeitungsaggregate nach Vorgabe ein und dokumentiert seine Arbeiten. Für diese Aufgabe hat er vier Stunden Zeit. Er soll dabei zeigen, dass er betriebstypische Verarbeitungsaggregate nach Auftragsdaten und Vorgaben einstellen, Prozesskontrollen sowie Mess- und Prüfvorgänge durchführen und deren Ergebnisse zur Optimierung des Verarbeitungsprozesses und des
Verarbeitungsergebnisses nutzen, Probeprodukte manuell und maschinell fertigen sowie seine Arbeiten mit praxisüblichen Unterlagen dokumentieren kann.

### Abschlussprüfung
Die Abschlussprüfung besteht aus vier Prüfungsbereichen:
- Druckverarbeitung,
- Auftragsplanung und Kommunikation,
- Prozesstechnologie sowie
- Wirtschafts- und Sozialkunde.

#### Prüfungsbereich Druckverarbeitung
Der Prüfungsteilnehmer stellt in sieben Stunden ein Produkt auf einer integrierten Verarbeitungsanlage oder mit mehreren Einzelmaschinen her. Die im Ausbildungsvertrag festgelegte Wahlqualifikationseinheit wird dabei berücksichtigt. Außerdem wird ein situatives Fachgespräch geführt, welches maximal 10 Minuten dauert.
In diesem Prüfungsbereich weist der Prüfungsteilnehmer nach, dass er Prozessabläufe planen, Verarbeitungsanlagen hinsichtlich ihrer Grundeinstellungen justieren und maschinentechnische Zusammenhänge bei Funktionsprüfungen berücksichtigen kann. Er zeigt, dass er die für den Arbeitsauftrag benötigten Vorgaben und Materialien zum Einrichten von Verarbeitungsanlagen beschaffen sowie Verarbeitungsanlagen rüsten, die Produktion starten und steuern, das Produktionsergebnis prüfen, beurteilen und optimieren kann. Weiterhin wird nachgewiesen, dass er  Produkte in der vorgegebenen Qualität termingerecht, wirtschaftlich und unter Berücksichtigung der Anforderungen des Arbeits-, Gesundheits- und Umweltschutzes herstellen,  Maßnahmen zur Behebung von Störungen einleiten, Prozessdaten und die sich im Produktionsablauf ergebenden veränderten Produktionsbedingungen sowie maschinentechnischen Abweichungen kommunizieren und dokumentieren kann.

#### Prüfungsbereich Auftragsplanung und Kommunikation
Der Prüfungsteilnehmer bearbeitet in 120 Minuten schriftlich Aufgaben zu folgenden Themengebieten:
- Kundenorientierte Planung, Durchführung und Dokumentation von Arbeitsabläufen unter Beachtung wirtschaftlicher, technischer, organisatorischer und personeller Vorgaben,
- Planung von Arbeitsschritten unter Einbeziehung von Informationen vor- und nachgelagerter Produktionsbereiche,
- Auswertung und Dokumentation von Maschinendaten,
- Berücksichtigung der Eigenschaften von Vorprodukten und Materialien sowie deren Wechselwirkungen untereinander und mit den eingesetzten Maschinen und Anlagen,
- Durchführung planungsrelevante Berechnungen.

#### Prüfungsbereich Prozesstechnologie
Der Prüfungsteilnehmer bearbeitet in 120 Minuten schriftlich Aufgaben zu folgenden Themengebieten:
- Unterscheidung von Verarbeitungsprozessen hinsichtlich ihrer Einsatzgebiete, Zuordnung von Hauptproduktgruppen,
- Beurteilung und Nutzung von verarbeitungsspezifischen Parametern sowie Produktionsbedingungen in Bezug auf Verarbeitungsanlagen, Vorprodukte, Materialien, betriebliche Rahmenbedingungen und Produktionsvorgaben,
- Anwendung qualitätssichernder Maßnahmen für die Optimierung des Verarbeitungsergebnisses sowie Nutzung prozessbezogener Mess- und Prüfverfahren,
- Beurteilung der Funktionen von Maschinenelementen sowie Maßnahmen zur Instandhaltung von Maschinen und Anlagen,
- Durchführung prozessbezogener Berechnungen.

#### Prüfungsbereich Wirtschafts- und Sozialkunde
Der Prüfungsteilnehmer bearbeitet in 60 Minuten schriftlich Aufgaben. Er weist nach, dass er allgemeine wirtschaftliche und gesellschaftliche Zusammenhänge der Berufs- und Arbeitswelt darstellen und beurteilen kann.

#### Gewichtung der Prüfungsbereiche
Die Prüfungsbereiche werden wie folgt gewichtet:
| Prüfungsbereich                   | Gewichtung |
| --------------------------------- | ---------- |
| Druckverarbeitung                 | 50 Prozent |
| Auftragsplanung und Kommunikation | 20 Prozent |
| Prozesstechnologie                | 20 Prozent |
| Wirtschafts- und Sozialkunde      | 10 Prozent |

#### Bestehensregelung
Die Prüfung ist bestanden, wenn die Leistungen im Gesamtergebnis mit mindestens „ausreichend“, im Prüfungsbereich „Druckverarbeitung“ mit mindestens „ausreichend“, in mindestens zwei weiteren Prüfungsbereichen mit mindestens „ausreichend“ und in keinem Prüfungsbereich mit „ungenügend“ bewertet worden sind.

#### Mündliche Ergänzungsprüfung
Eine mündliche Ergänzungsprüfung von etwa 15 Minuten Dauer ist in den Prüfungsbereichen „Auftragsplanung und Kommunikation“, „Prozesstechnologie“ oder „Wirtschafts- und Sozialkunde“ möglich, wenn damit die Abschlussprüfung bestanden werden kann. Voraussetzung ist, dass diese Prüfungsbereiche mit schlechter als „ausreichend“ bewertet wurden. Eine mündliche Ergänzungsprüfung zur Verbesserung der Note ist nicht möglich.

## Anrechnungsmöglichkeiten
Ein Auszubildender, der seine Berufsausbildung im Ausbildungsberuf Maschinen- und Anlagenführer im Schwerpunkt Druckweiter- und Papierverarbeitung erfolgreich abgeschlossen hat, kann die Ausbildungsdauer einer
Berufsausbildung zum Medientechnologen Druckverarbeitung um zwei Jahre verkürzen.